# 63 Aurigae
63 Aurigae, som är stjärnans Flamsteed-beteckning, är en ensam stjärna i den västra delen av stjärnbilden Kusken. Den har en skenbar magnitud på ca 4,91 och är svagt synlig för blotta ögat där ljusföroreningar ej förekommer. Baserat på parallax enligt Gaia Data Release 2 på ca 5,8 mas, beräknas den befinna sig på ett avstånd på ca 395 ljusår (ca 121 parsek) från solen. Den rör sig närmare solen med en heliocentrisk radialhastighet av ca -28 km/s.

## Egenskaper

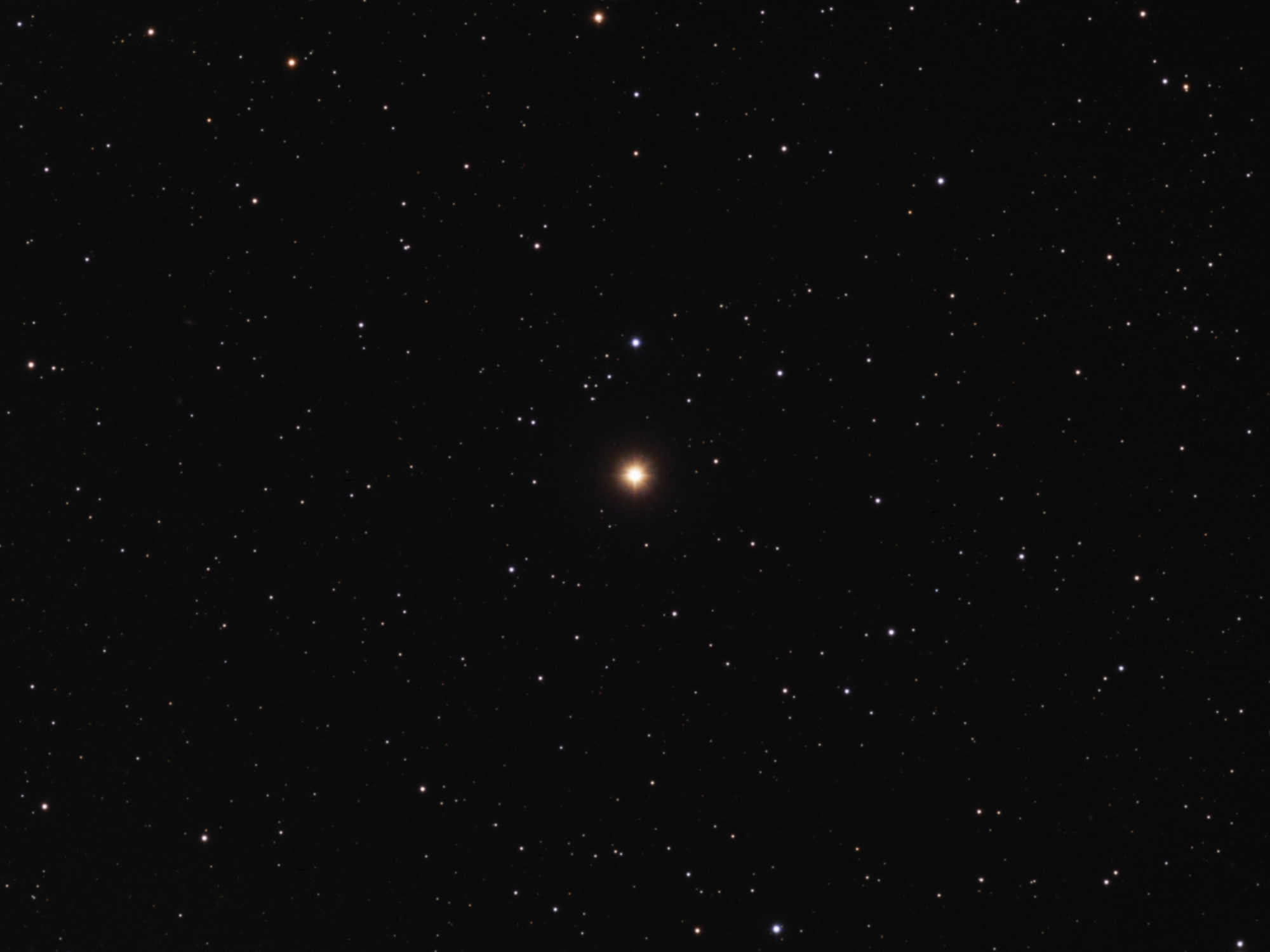
63 Aurigae i optiskt ljus.

63 Aurigae är en orange till gul jättestjärna av spektralklass K4 III, som har förbrukat förrådet av väte i dess kärna och utvecklats bort från huvudserien. Den har en radie som är ca 37 solradier  och utsänder ca 335 gånger mera energi än solen från dess fotosfär vid en effektiv temperatur på ca 4 100 K.